# 贝纳迪诺·里瓦达维亚
贝纳迪诺·德拉特里尼达·冈萨雷斯·里瓦达维亚（西班牙語：Bernardino de la Trinidad González Rivadavia，1780年5月20日—1845年9月2日），阿根廷第一任總統。五月革命开始后不久，他在第一次三头政治中担任秘书之一并产生了强大的影响。
1806年～1807年積極參加抵抗英國的侵略，後來支持1810年反西獨立運動，成為革命執挥官。1811年擔任三人執政的秘書。1821～1824年在布宜諾斯艾利斯省担任政府和外交部长，期间創辦了布宜诺斯艾利斯大学和自然歷史博物館。同时，产生了名为“霸菱债务”（Empréstito Baring）的外债，是阿根廷历史上的第一个外债。这笔钱的去向十分可疑，直到20世纪头十年才全部归还。
1825年任駐英、法兩國大使。1826年2月7日當選拉普拉塔聯合省第一任總統。任內決定布宜諾斯艾利斯為首都，建立國家銀行，頒布反映集權派意志的憲法，改組軍隊，並與巴西進行爭奪東海岸（即烏拉圭）的戰爭。由於宪法过于偏向集权派，致使省份拒绝承认，加上1827年6月與巴西媾和（1827年和平条约），导致他的辞职。后续接任的是比森特·洛佩斯-普拉内斯，但不久后国家政府解散直到1852年。他对阿根廷历史的影响如此之大，以至于以他主导国家政治为标志的时期通常被称为里瓦达维亚时代。

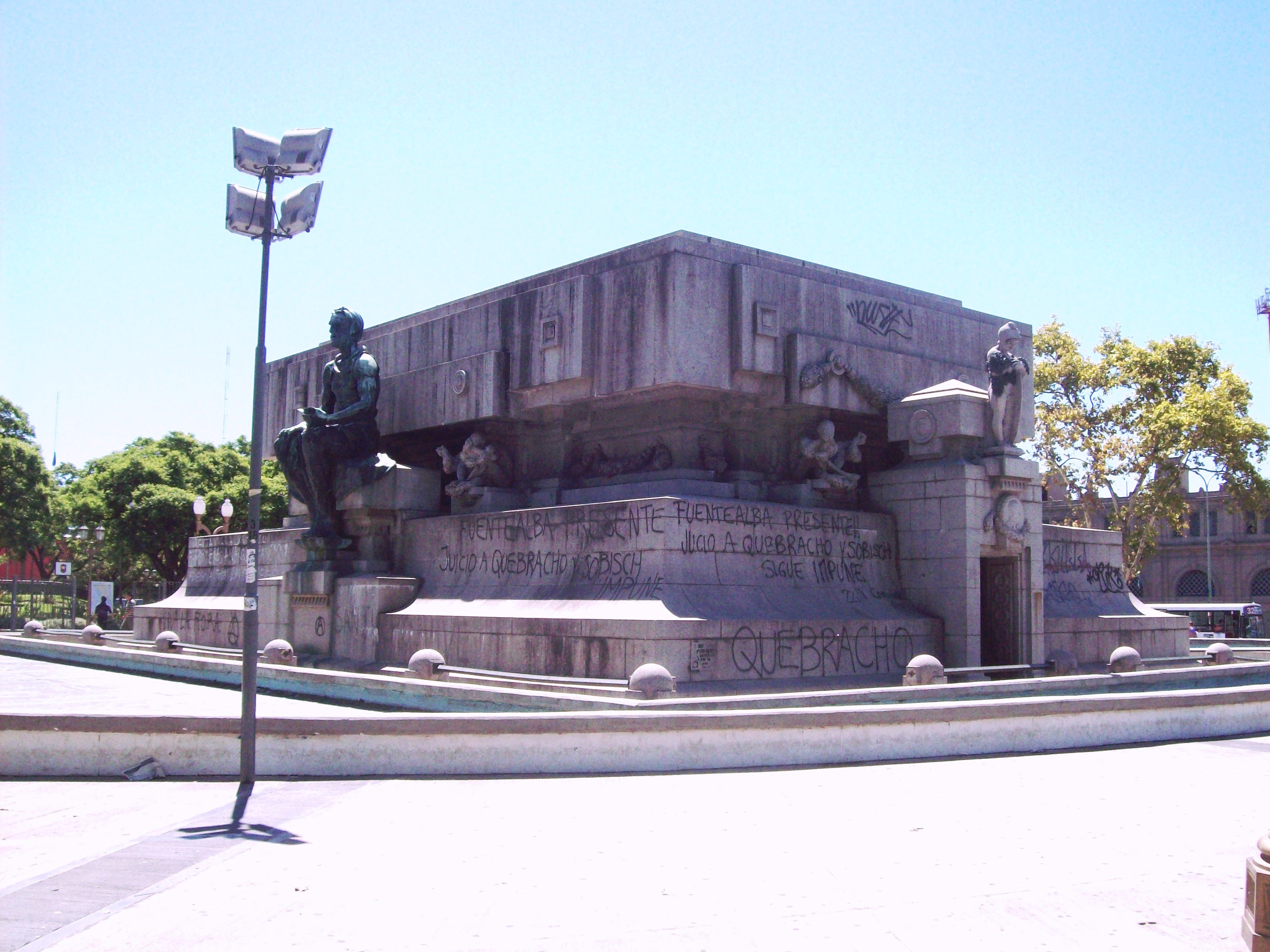
里瓦达维亚陵寢

辞职后，他最终流亡西班牙，并于1845年去世。1857年，他的遗体被运回阿根廷，获得了上将级别的厚葬。目前，他安息在位于布宜诺斯艾利斯米塞雷尔广场的一座陵墓中，毗邻在以他们的名字命名的里瓦达维亚大道。

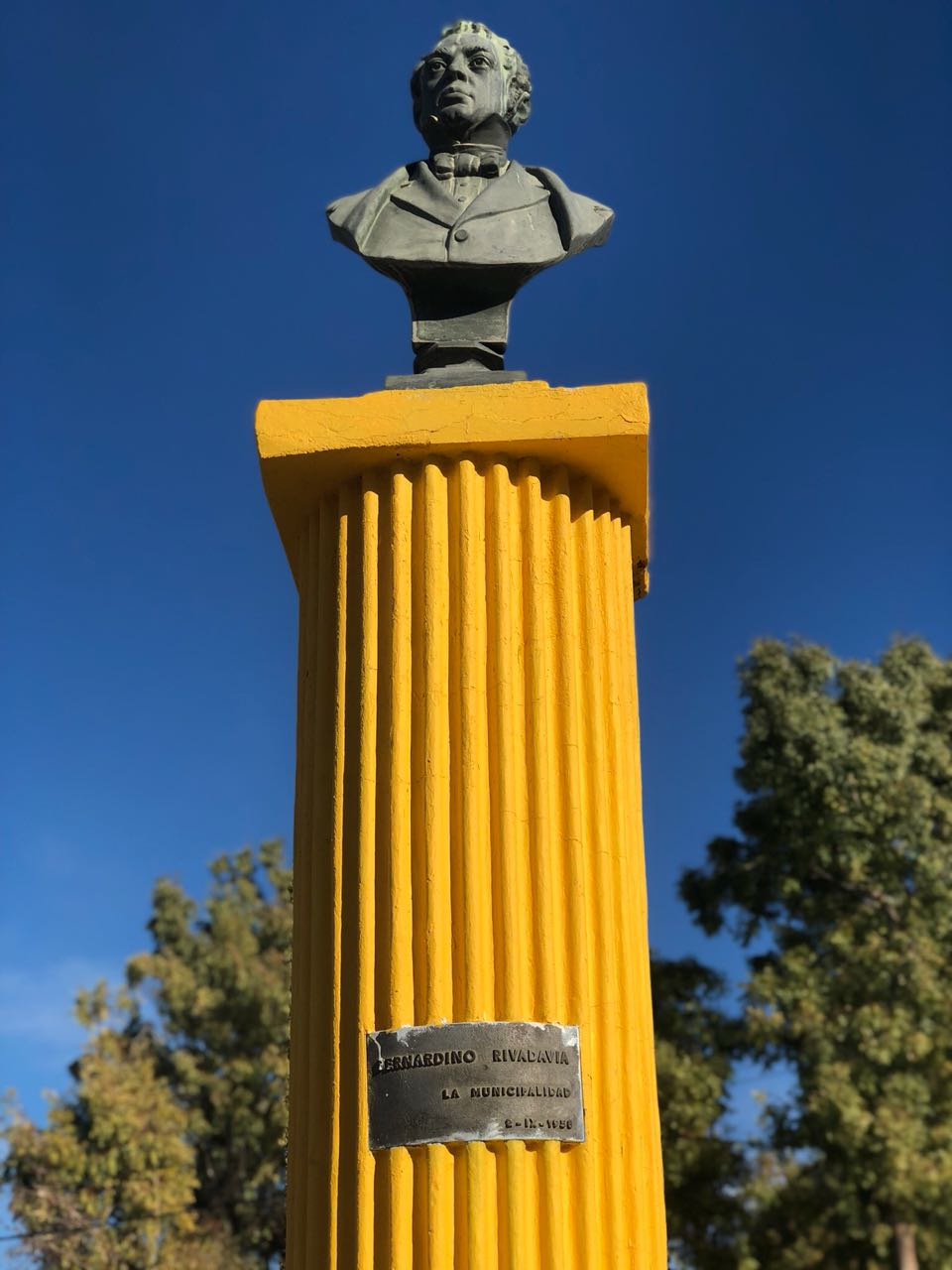
丘布特省里瓦达维亚海军准将城的贝纳迪诺·里瓦达维亚半身像

阿根廷丘布特省港口城市里瓦达维亚海军准将城，以他命名。他的生日已定為國家紀念日。 

## 家庭与早期公务生活
贝纳迪诺·里瓦达维亚是律师贝尼托·冈萨雷斯·里瓦达维亚和他的表妹玛丽亚·约瑟夫·德赫苏斯·罗德里格斯·德里巴达维亚和里瓦德内拉（María Josefa de Jesús Rodríguez de Ribadavia y Rivadeneyra）的儿子。父母双方都来自加利西亚的蒙福尔特德莱莫斯，因此贝纳迪诺·里瓦达维亚和许多阿根廷人一样，有加利西亚血统。
他于1798年在圣卡洛斯皇家学院就学，在那里他学习了文法、哲学和神学，但在1803年辍学。
在英国入侵期间，他担任加利西亚第三志愿军中尉。1808年，圣地亚哥·德利尼尔斯任命他为皇家少尉，但被卡尔比多否决，这是阿尔扎加暴动的诱因之一。
1809年12月14日，他和布宜诺斯艾利斯前总督华金·德尔皮诺的女儿胡安娜·德尔皮诺在圣母赎虏圣殿结婚。并育有4个孩子：何塞·华金、康士坦西亚（4岁夭折）、贝纳迪诺·多纳图斯和马丁。
在五月革命期间，他参加了1810年5月22日的市政会，投票支持罢免总督巴尔塔萨·伊达尔戈·德西斯内罗斯。

## 第一次三头政治
大委员会将他定为“亲西”并驱逐到萨尔托卫（Guardia del Salto）。 
1811年，在一场将内地代表驱逐出去的体制政变后，第一次三头政治实行。里瓦达维亚被任命为战争秘书。他在特伦萨斯叛乱中处决镇压，马丁·德阿尔扎加枪决和埃雷拉-拉德梅克条约中做出的决定产生了巨大影响。 
1811年10月他收到曼努埃尔·贝尔格拉诺将军领导的北方军，在三巨头的反对下车推到科尔多瓦后，于图库曼战役击败保皇党军队并将他们驱赶到北方。在圣马丁、卡洛斯·玛丽亚·德阿尔维尔、曼努埃尔·吉列尔莫·平托和弗朗西斯科·奥尔蒂斯·德奥坎波主导的1812年10月8日革命后倒台。革命者要求三巨头辞职并由第二次三巨头取代，后者决定逮捕里瓦达维亚并迫使他暂时离开首都。 

## 外交使团
贝纳迪诺·里瓦达维亚在1814年重返政府工作，与曼努埃尔·贝尔格拉诺一起执行由拉普拉塔革命政府派往欧洲的外交使团，以寻找君主制的候选人。经过多次尝试，任务失败。
然而在法国，他结识了哲学家安托万·德斯蒂·德特拉西，使他接受到自由主义政治学家班傑明·康斯坦和现实主义作家奥诺雷·德巴尔扎克和司汤达的思想，影响了里瓦达维亚的思想。
随后移到马德里并被国王下令驱逐出境。他在欧洲又呆了几年，致力于支持其他君主制人选，其中几名西班牙候选人和一名法国人（未来的法国国王路易-菲利普一世）。
由于拉普拉塔联合省最高执政官和议会的解散，引发了1820年无政府状态。

## 马丁·罗德里格斯政府
1821年7月19日，布宜诺斯艾利斯省新任省长马丁·罗德里格斯将军任命里瓦达维亚为政府和外交部长。

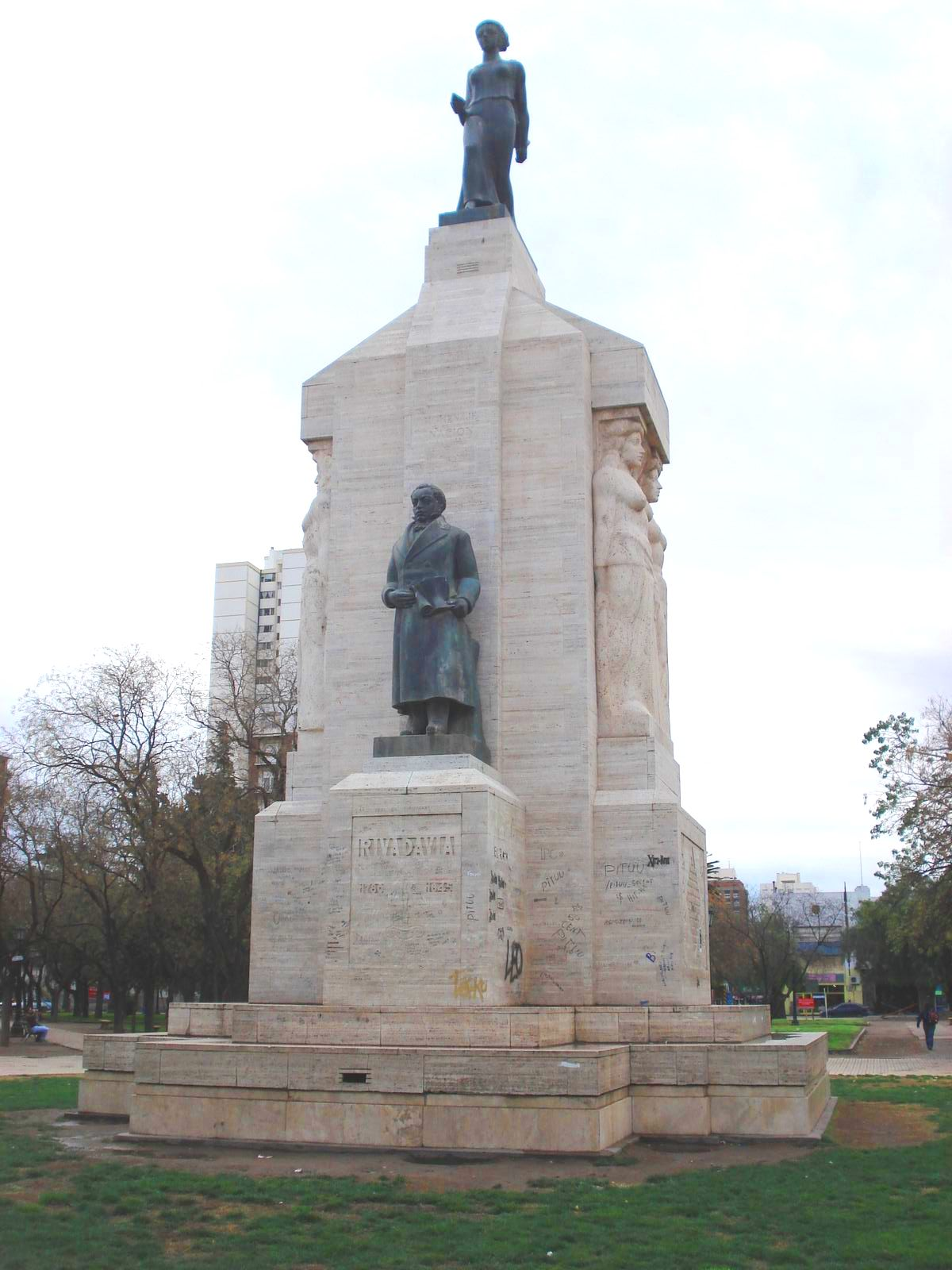
布兰卡港的贝纳迪诺·里瓦达维亚纪念碑

将他的内阁同事曼努埃尔·何塞·加西亚和弗朗西斯科·费尔南德斯·德拉克鲁兹，甚至省长留在幕后，里瓦达维亚几乎执行了罗德里格斯政府的所有政策。他所采取的政策被称为里瓦达维亚改革（reformas rivadavianas）。他宣布贸易自由，将关税置于极低的水平，有利于全省的对外贸易，但扼杀了无法与进口产品竞争的地方经济。
未来的省长胡安·格雷戈里·德拉斯赫拉斯将这段时期称为“幸福时光”（feliz experiencia）；摆脱了十年的经济和政治混乱，而富裕阶层全面提高了生活质量。
里瓦达维亚的改革开启了经济体系的现代化：创立了证券交易所（尽管止步于构思）、建立了布宜诺斯艾利斯银行（赋予其前所未有的金融权），尽管省政府在拥有60%的股权，但只有最低票数权。银行实质由英国商人及部分合伙人控制，致力于提供贸易用的短期信贷，而非促进工业或畜牧业发展。受益者几乎都是银行会员，因此，过去十年中在经济上被忽视的权贵商人很快就转行成为牧场主。
阿根廷史首次违约发生在1827年，拿破仑战争结束后，阿根廷及其他拉美国家在伦敦发行债券。1825年，英格兰银行提高折现率以降低储备流失，结束借贷潮。货币紧缩导致股市崩盘。阿根廷于1827年违约，直到1857年才重新支付。

### 贝内加斯条约
1820年，贝内加斯条约签署，要求在科尔多瓦召开国会。当时还是部长的里瓦达维亚下令布宜诺斯艾利斯的议员返回，理由是各省议员并为出席。但真实原因是内陆组织的议会无法被布市人掌控。另一方面，布宜诺斯艾利斯要求各省议员数量需要与各省人口成比例，这一点遭到其他省份拒绝。
最终导致了国会的失败。1822年1月，里瓦达维亚促成，沿乌拉圭河各省和布宜诺斯艾利斯签署了四方条约，这意味着联邦议会的彻底消亡。里瓦达维亚部长邀请其他省份议员在各省内部情况允许的情况下再次召开国会。
新的国会在1824年12月在布宜诺斯艾利斯召集。

## 卸任之后

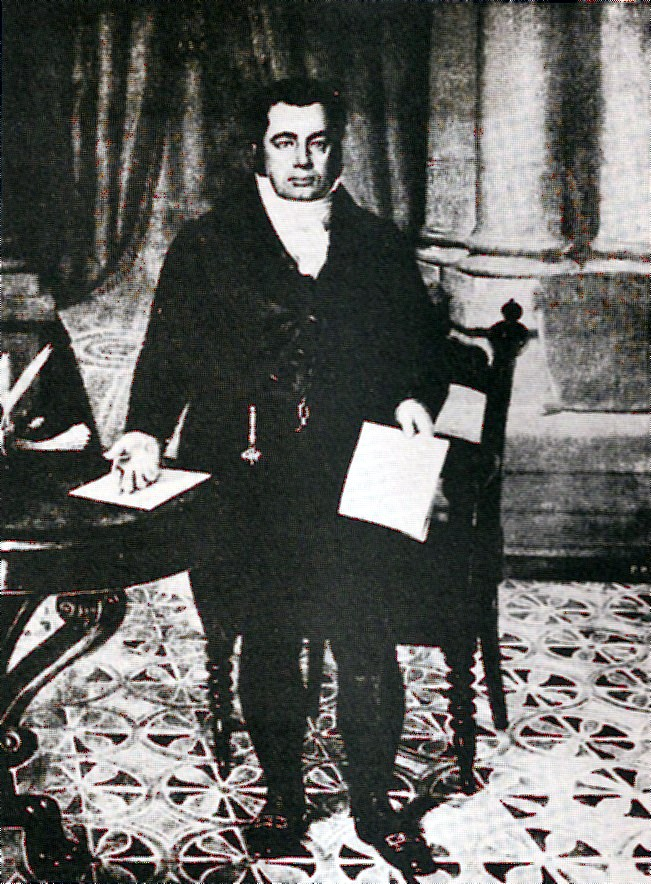
贝纳迪诺·里瓦达维亚担任拉普拉塔联合省总统

1824年5月，胡安·格雷戈里·德拉斯赫拉斯获选省长并提议贝纳迪诺·里瓦达维亚继续履职，里瓦达维亚没有接受。在立法机关授权下，他前往伦敦获得矿山开采权。但是，获得开采权的矿山位于拉里奥哈，当地考迪罗法昆多·基罗加与布宜诺斯艾利斯资本家布劳略·科斯塔、托马斯·德安乔雷纳、胡安·佩德罗·阿吉雷以及巴林兄弟共同创办法马蒂纳矿业公司（Famatina Mining Company），也称拉里奥哈救援银行和造币公司（Sociedad del Banco de Rescate y Casa de la Moneda de La Rioja）。

### 矿业
里瓦达维亚在伦敦与赫利特兄弟银行（Hullet Brothers）共同创办拉普拉塔河矿业协会（Río de la Plata Mining Association），名义资本1,000,000英镑，其成功是由于即将破裂的“经济泡沫”。矿业公司的目的是用于开采铸造货币的贵金属。这场经历并未给他多少帮助，却招致了基罗加的敌意。在总统的倡议下，国会授予河床矿业公司（River Plate Mining）独家铸币权。里瓦达维亚和基罗加之间就法马蒂纳矿业的冲突导致了内地一元党和联邦党的首次大冲突。

### 运河
里瓦达维亚曾计划修建一条从门多萨南部到布宜诺斯艾利斯的通航运河。部分批评者认为该项目不可能实现，称库约地区没有足够的水源供应这条运河。

### 蒙得维的亚围城战
1825年4月，在国会就宪法草案讨论数月间，胡安·安東尼奧·拉瓦列哈及其三十三东岸人解放远征队登陆乌拉圭。短短两个多月的时间，他们就取得了两场重要的胜利，将巴西人困在了蒙得维的亚，并展开圍城戰。不久后，他们召集一场议会，宣布东岸邦回归阿根廷。1825年10月25日国会接受东岸邦的合并，12月巴西皇帝佩德罗一世宣战阿根廷。
巴西战争迫使国会紧急组建军队，并认为有必要组建国家行政机关来统一军事指挥。在没有宪法框架下，1826年2月6日，总统法颁布，建立一个常驻国家行政机关，首脑头衔为“拉普拉塔联合省总统”。

## 总统任期

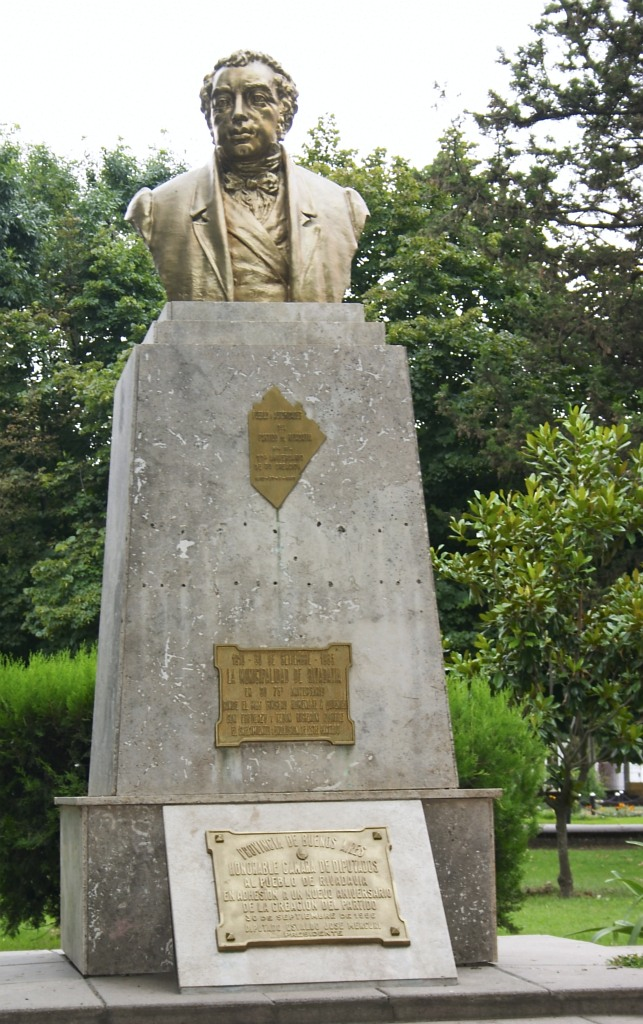
亚美利加 (阿根廷)的贝纳迪诺·里瓦达维亚半身像

1824年，马丁·罗德里格斯卸任后，里瓦达维亚决定前往伦敦。英国领事原定前往布宜诺斯艾利斯签署条约承认独立，但因为各省自治且无统一的中央机构，变得不可能。1822年，沿乌拉圭河各省与布宜诺斯艾利斯签署四方条约，结束了科尔多瓦省长在其省内召开议会。
1824年末，召集国会来讨论宪法草案。议员包括一元党和联邦党份子，在三个月的讨论宪法颁布，但几乎各省都拒绝承认。但与巴西帝国的战争迫在眉睫，议会在1826年任命里瓦达维亚为总统。

### 首都法
里瓦达维亚上任后立即向国会提出了布宜诺斯艾利斯首都化计划：将该市及其周边乡村划归国家政府管辖。几天后，颁布政令，命令划定共和国首都和布宜诺斯艾斯省的界限。
该法案引起强烈反弹。以曼努埃尔·多雷戈和曼努埃尔·莫雷诺为首的布宜诺斯艾利斯联邦党反对该法，他们希望保留该省主要经济来源的港口和海关。牧场主也对此表示反对，因为他们不愿意失去布宜诺斯艾利斯带来的优势，以及伴随失去海关的高额税收。但最终，该法于1826年3月4日颁布。
根据该政令，拉斯赫拉斯卸任省长一职，解散布宜诺斯艾利斯代表委员会，而省军队、公共土地、海关和省资产均国有化。
农场主对首都法可能引发的后果感到震惊，便停止支持里瓦达维亚，后者遭到了政治孤立。

### 经济政策
布宜诺斯艾利斯银行在1826年被转变为国家银行，并授权其在各省开设分行。其资本由政府出资和全境认购的股份组成，总价值一千万比索。银行的职权为：吸纳存款、收取利息、发放贷款、铸造硬币和印发可兑换票据等。
但该银行未能筹集到相应的资本，发行的纸币也缺乏资产背书。巴西战争产生的开支导致政府多次索要款项，致使其破产。1836年，该法规定的十年期满后，胡安·曼努埃尔·德罗萨斯下令解散。
里瓦达维亚任期恰逢英国影响力的上升。里瓦达维亚的计划基于五个支柱：完全自由贸易、不对英国进口实行贸易保护、英国投资者管理中央银行、完全掌控布宜诺斯艾利斯、英国对自然资源的开发和以布宜诺斯艾利斯为绝对中心的单一制政体。自由贸易政策使得黄金流失。里瓦达维亚试图通过建立“贴现银行”（一家印钞的中央银行）来解决这个问题。尽管中央银行发挥了作用，但这家银行仍然至于英国人管理。

#### 资源国有化
政府公共债务合并法的出台宣布着国家所有的公共土地已抵押，未经国会特别许可禁止出售。在此之前，被视为省政府的土地被国有化。在里瓦达维亚短暂执政期间，纸币比索在1827年贬值33%，1829年贬值68%。最终布宜诺斯艾利斯土地大部分都归小部分农场主控制。最大受益者就有里瓦达维亚政府的亲密协助者，如安乔雷纳、阿尔韦亚尔、奥尔蒂斯·巴苏阿尔多、迪亚斯·贝莱斯、埃斯卡拉达、伊里戈延、莱西卡、林奇、米根斯、奥瓦里奥、奥坎波、奥利韦拉、比达尔、萨恩斯·巴连特等家族。
1825年左右，欧洲发生经济危机，在伦敦证券交易所，在美洲开始的公司股票下跌，甚至破产。这起事件导致英资撤出阿根廷。

### 巴西战争
由于三十三东岸人远征和佛罗里达国会的召开，东岸人民通过独立法，宣布东岸省从葡萄牙王国和巴西帝国中独立。又根据联邦法宣布其与拉普拉塔联合省保持统一。
独立宣言、东岸省重新并入拉普拉塔联合省以及东岸军队的胜利，得到了布宜诺斯艾利斯人民和阿根廷国会的支持。1825年10月25日，议会接受了东岸省的回归，并批准了东岸省议员哈维尔·戈门索罗的议员资格。同年12月10日，巴西帝国向联合省宣战，强大的巴西舰队立即封锁了布宜诺斯艾利斯港和拉普拉塔河口，直到1828年冲突结束。
1826年1月1日，阿根廷国会对巴西宣战作出回应。
贝纳迪诺·里瓦达维亚于1826年2月8日当选为联合省总统，上任后重组了陆军，加强了军队兵力，设立总参谋部。虽然巴西帝国开战时占据优势，但随着局势展开，双方兵力拉不开差距，逐渐添加了经济负担。阿根廷军在翁布溪战役和巴卡凯战役的部分胜利后，于1827年2月20日在伊图萨因戈战役取得彻底胜利。然而，由于物资匮乏，无法继续在陆上和海上推进战线。

### 1826年宪法
1826年1月1日，对巴西宣战后，以“需要一个国家政府来领导战争”，宪法协商委员会于9月，以1819年宪法为底本，制作出宪法草案。经过激烈辩论，以43比11票得到宪法委员会的支持。宪法于1826年12月24日批准。至此南美洲联合省国名改为阿根廷共和国，并采用了代议制、共和制和单一制政体。

### 内战
宪法批准后，各省反映强烈。科尔多瓦省长胡安·包蒂斯塔·布斯托斯强烈反对新宪法和总统政权。拉里奥哈省长法昆多·基罗加似乎支持布宜诺斯艾利斯，但卡塔马卡省和圣胡安省的内战将基罗加导向联邦军的首领。其余省份，圣菲、恩特雷里奥斯、门多萨、圣地亚哥-德尔埃斯特罗、圣路易斯和萨尔塔拒绝接受新宪法，但表示希望“在没有国会或总统的情况下”继续与巴西进行战争。
政府派遣格雷戈里奥·阿劳斯·德拉马德里上校集结北部省份的军队参加巴西战争，但面对地方当局的软弱，拉马德里推翻了图库曼省长哈维尔·洛佩斯并夺取了政权。里瓦达维亚没有批评，反而是鼓励他攻打邻近省份的反对派。拉马德里领导军队入侵了卡塔马卡省，并任命一元党的曼努埃尔·安东尼奥·古特雷斯担任省长。科尔多瓦省长法昆多·基罗加向卡塔马卡派遣了民兵，并推翻了古特雷斯，随后接连在图库曼、圣胡安、圣地亚哥-德尔埃斯特罗取得胜利，并于1827年7月6日林孔-德瓦拉达雷斯战役中彻底击败拉马德里。自此，基罗加确立了自己西北地缘政治的仲裁者地位。1827年初，绝大多数省份拒绝接受宪法和总统。

### 丢失东岸邦
里瓦达维亚曾邀请过曼努埃尔·何塞·加西亚担任财政部长，但由于与政府观念分歧就拒绝了。之后，里瓦达维亚派遣他前往巴西，与帝国协商和平条约。
1827年4月16日，曼努埃尔·何塞·加西亚接到里瓦达维亚和弗朗西斯科·费尔南德斯·德拉克鲁斯部长的指示，通知政府打算“尽快结束战争和回归和平，国家迫切需要这一点”。这一指示反映了里瓦达维亚政府内部的危机，迫切需要和平来面对困扰该国的其他重大问题（巨大的经济危机和内战）。
加西亚全权公使的谈判基础是：“（…）或归还东岸省，或按照其人民选择和认可的形式和规则，建立一个独立和自由的国家并承认所述领土；在后一种情况下，交战各方均不应要求任何赔偿。”换言之，里瓦达维亚总统指示加西亚全权公使，只有两种情况才能和巴西停战，一种是巴西皇帝承认东岸省是为拉普拉塔联合省不可分割的一部分，另一种是认可东岸省的独立。在派出加西亚后，政府部长胡利安·塞贡多·德阿圭罗指示他不惜一切代价实现和平
1827年，加西亚抵达里约热内卢，开始会见英国中间人和巴西全权公使。谈判开始，加西亚就遭到了巴西公使们不愿放弃西斯普拉廷省顽固态度。巴西皇帝佩德罗一世对伊图扎因戈战役的失利感到沮丧，并担心影响帝国的稳定。他在巴西参议院发誓不会与联合省停战，直到迫使他们接受对西斯普拉廷省主权要求。
见此情形，加西亚决定返回布宜诺斯艾利斯，但英国大使罗伯特·戈登说服他会见帝国外交部长克卢什侯爵。在三次会议无果后，英国政府施压要求迅速结束冲突以恢复贸易，加上巴西政府的顽固立场以及联合省危急的政治经济状况，导致加西亚决定最重要的是实现和平，而非其他请求。
因此，他抛弃中央给予的指示，于1827年5月24日签署了《1827年初步和平条约》，条约写到：“拉普拉塔联合省共和国承认巴西帝国的独立（主权）和完整（国土），并放弃其对蒙得维的亚省，即西斯普拉蒂纳，的主权诉求，且皇帝承诺尽心尽力解决与该省的问题，让它获得比帝国其他省份更好的条件。巴西皇帝还承认拉普拉塔联合省共和国的独立（主权）和完整（国土）（……）。”

6月20日，加西亚返回布宜诺斯艾利斯后，向里瓦达维亚总统和国会提交了初步和平公约。第一个强烈反对的是里瓦达维亚本人。与此同时，布宜诺斯艾利斯的舆论反应十分愤怒，报纸上刊登了强烈针对政府的文章，全市充斥着攻击加西亚、里瓦达维亚和约翰·庞森比的攻击性小册子。因此，里瓦达维亚在国会发表了恶毒的演讲，要求拒绝该法案。《初步和平公约》是一项“不光彩的条约”，不应获得批准。
1827年6月25日，里瓦达维亚总统和拉普拉塔河联合省国会均拒绝签署《初步和平公约》。
6月26日，里瓦达维亚提出辞呈。

### 辞职
除了1826年宪法引发的内陆省份的敌意与巴西的战争耗尽了财政外，英国迫切希望阿根廷巴西两国签署和平条约，以保证恢复贸易。加西亚谈判的结果引发剧烈反应。
尽管初步公约被国会否决，但里瓦达维亚总统因被认为对局势负有责任而承受了该公约的后果或政策，因此其于6月27日在国会面前辞去拉普拉塔河联合省总统。1827年，他将军队指挥权移交给紧急状态法选出的临时总统维森特·洛佩斯-普拉内斯。但随着国会解散，国家当局和宪法也随之停止。布宜诺斯艾利斯省恢复了自治，选举了联邦派省长曼努埃尔·多雷戈。
巴西战争持续到多雷戈执政期间，在英国的压力下，1828年达成了一项《初步和平公约》，确立了乌拉圭东岸共和国的独立并停止敌对行动。

## 流亡

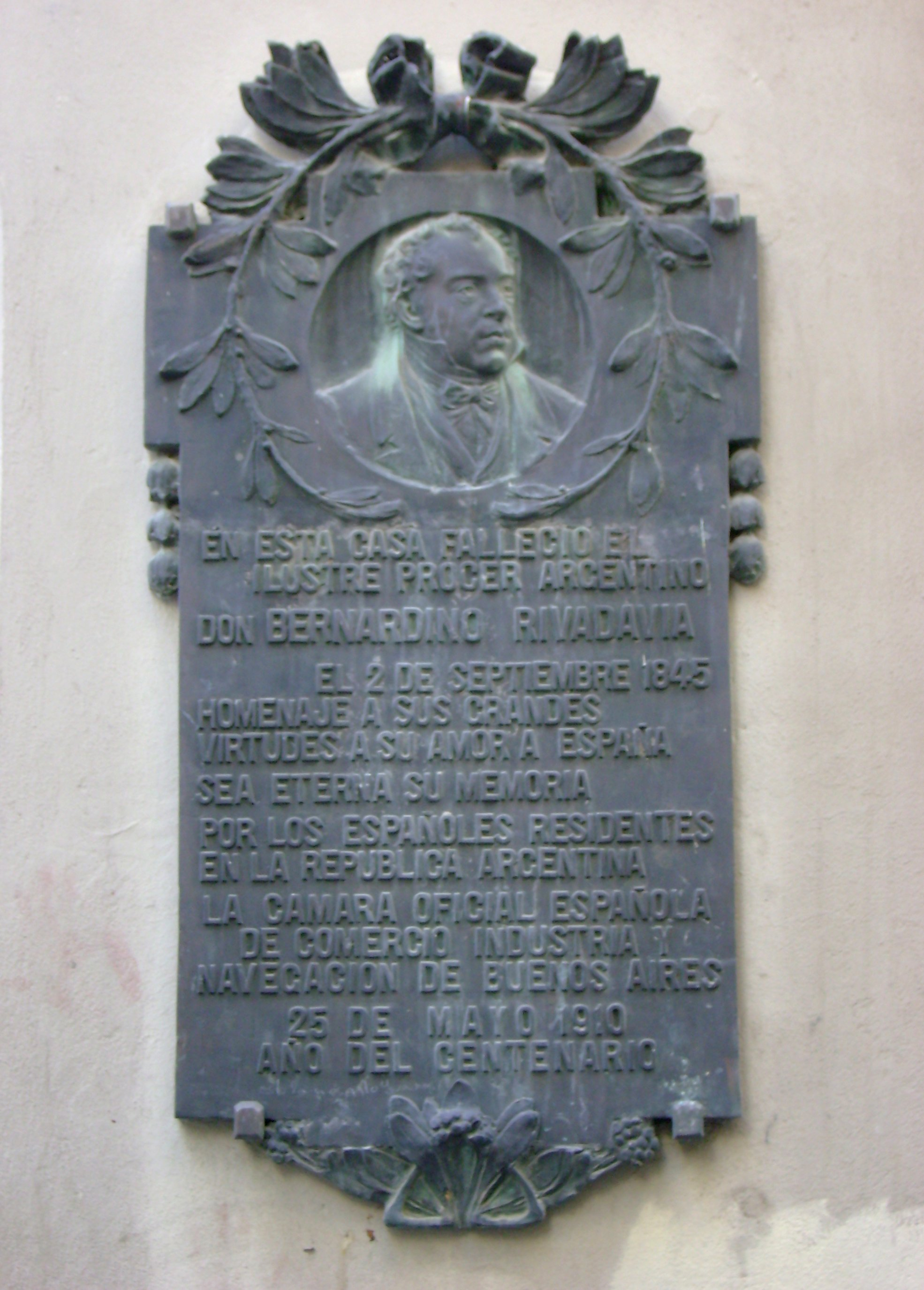
贝纳迪诺·里瓦达维亚于加的斯纪念牌匾

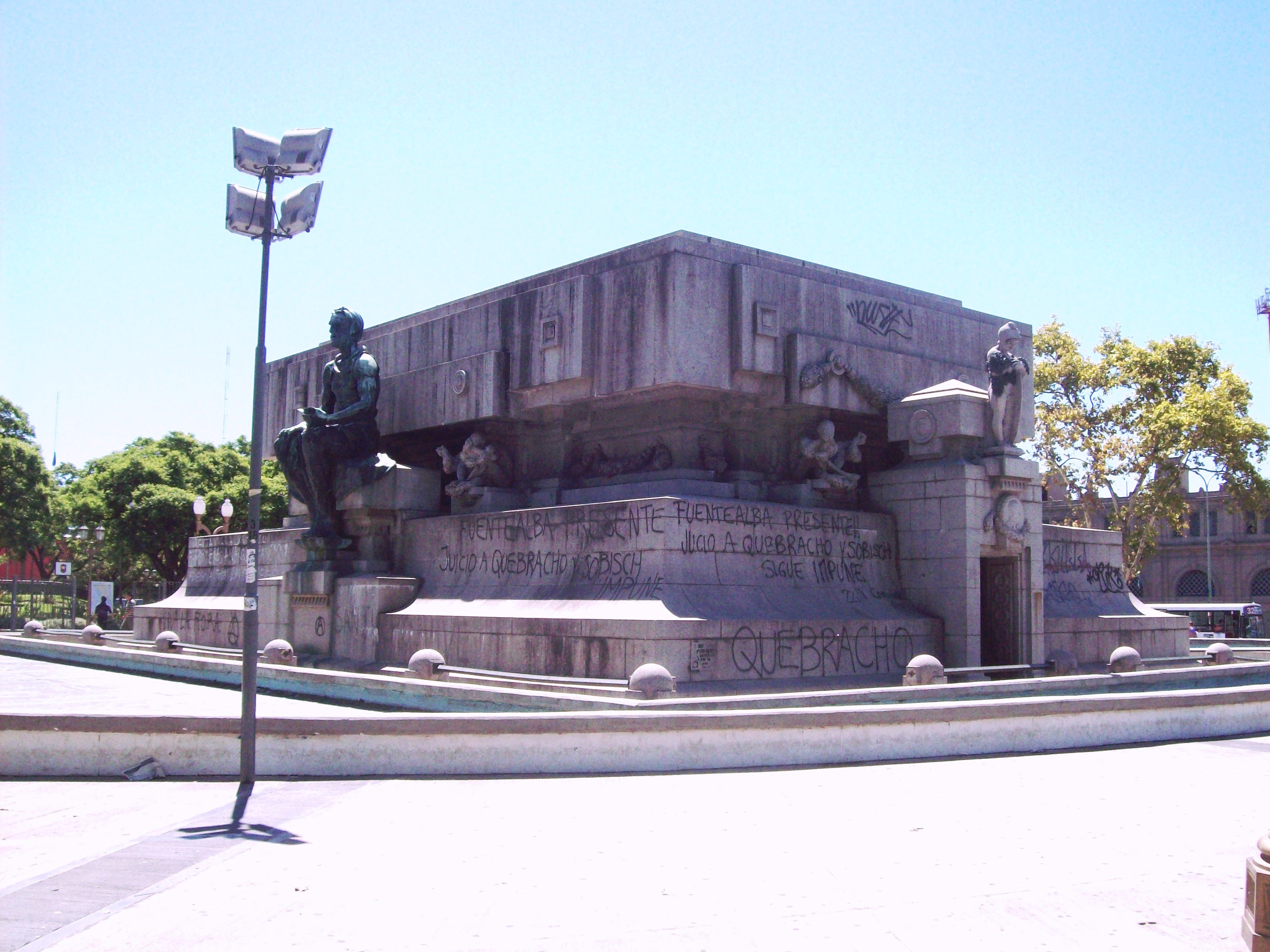
贝纳迪诺·里瓦达维亚陵墓，位于布宜诺斯艾利斯米塞雷尔广场

辞职后，贝纳迪诺·里瓦达维亚启程前往西班牙，但因涉嫌密谋支持某欧洲亲王在美洲复辟，于1834年返回阿根廷。但布宜诺斯艾利斯省长胡安·何塞·比亚蒙特拒绝他上岸，因此里瓦达维亚先后前往梅塞德斯和科洛尼亚-德尔萨克拉门托。在乌拉圭，他成为养蜂业先驱。
他被驱逐到Isla de Ratas，之后前往里约热内卢。1841年，他的妻子去世了。
1842年底，他返回西班牙，并于1845年9月2日在加的斯去世。

## 遗体和纪念
尽管贝纳迪诺·里瓦达维亚遗嘱提及他的遗体“不要葬在布宜诺斯艾利斯，更不能在蒙得维的亚”。
1857年，遗体返回阿根廷，政府追授将军（Capitán general）军衔。同年，布宜诺斯艾利斯最长的大道以他命名。最初，他的遗体安息在雷科莱塔公墓。
巴托洛梅·米特雷评价里瓦达维亚为“阿根廷土地上最伟大的公民”。
自1932年，他的遗骸安息在布宜诺斯艾利斯米塞雷尔广场上的一座陵墓中。